# صفيف مسح إلكتروني سلبي

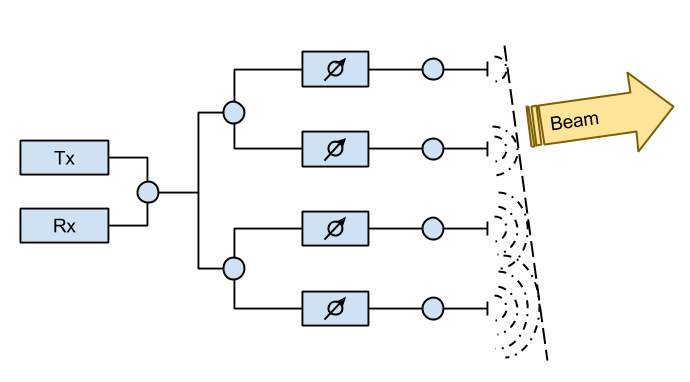
مخطط لهوائي مصفوفة المسح الإلكتروني السلبي

مصفوفة المسح الإلكتروني السلبي هي رادار ذو مصفوفة طورية تتضمن مصدر تردد راديوي واحد (مثل الماجنترون، أو الكليسترون أو أنبوبة موجة راحلة) ترسل الطاقة إلى وحدات إزاحة طور عديدة، وهي بدورها ترسل الطاقة إلى عناصر البث الفريدة في مقدمة الهوائي. على عكس مصفوفة المسح الإلكتروني النشط، التي تتضمن مصدر تردد راديوي منفصل لكل عنصر إرسال/مزيح للطور. ولذلك تعد مصفوفات المسح الإلكتروني السلبي أكثر سهولة في بنائها من مصفوفات المسح الإلكتروني النشط.
معظم رادارات المصفوفة الطورية هي من نوع مصفوفة المسح الإلكتروني السلبي. وتستخدم أنظمة الهبوط بموجات المايكروويف مصفوفات مسح إلكتروني سلبي مجهزة بوحدات إرسال فقط.
بحلول عقد 1960، ظهرت أجهزة الحالة الجامدة  القادرة على تأخير الإشارة على نحو مسيطر عليه. وهو ما أدى إلى ظهور أول مصفوفة مسح إلكتروني سلبي عملية، أو ببساطة رادار المصفوفة الطورية. أخذت رادارات مصفوفة المسح الإلكتروني السلبي إشارة من مصدر وحيد، وقسمتها إلى عدد من المسارات، وأخرت عددًا مختارًا منها، ثم أرسلت هذه المسارات إلى هوائيات فريدة. تتداخل الإشارات في الجو، ويجري التحكم بنمط التداخل بين الإشارات الفريدة بحيث تتعزز الإشارة في اتجاه معين، وتنخمد في باقي الاتجاهات. ويمكن بسهولة التحكم بالتأخيرات بوسائل إلكترونية، مما يسمح بتوجيه الشعاع بسرعة كبيرة من دون الحاجة إلى تحريك الهوائي. وهو ما يسمح لرادار مصفوفة المسح الإلكتروني السلبي بمسح قطاع من الفضاء بسرعة أكبر من نظام ميكانيكي تقليدي. وبالإضافة إلى ذلك، فإنه وبفضل التقدم في الإلكترونيات، يمكن لمصفوفات المسح الإلكتروني السلبي أن تولد أكثر من شعاع نشط، مما يسمح لها بالاستمرار في مسح السماء بينما تقوم في نفس الوقت بتركيز أشعة أصغر على أهداف أصغر من أجل التتبع والتوجيه شبه النشط بالرادار للصواريخ. أصبحت رادارت المسح الإلكتروني السلبي مستخدمة على نطاق واسع في السفن والنقاط الثابتة الضخمة في عقد 1960.